# Mathilde Santing

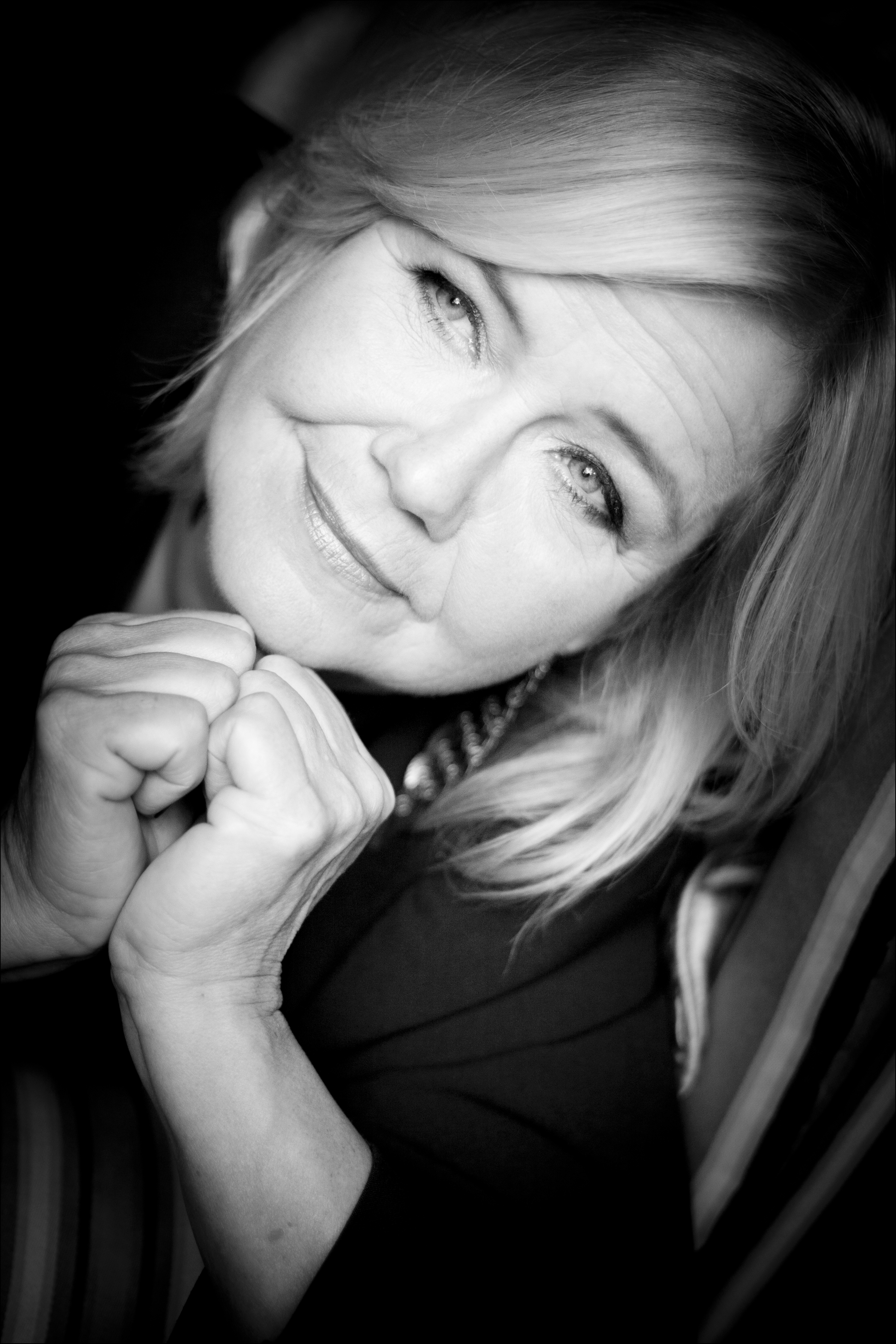
Mathilde Santing (2011)

Mathilde Santing (eigentlich Mathilde Eleveld; * 24. Oktober 1958 in Amstelveen) ist eine niederländische Sängerin.

## Leben

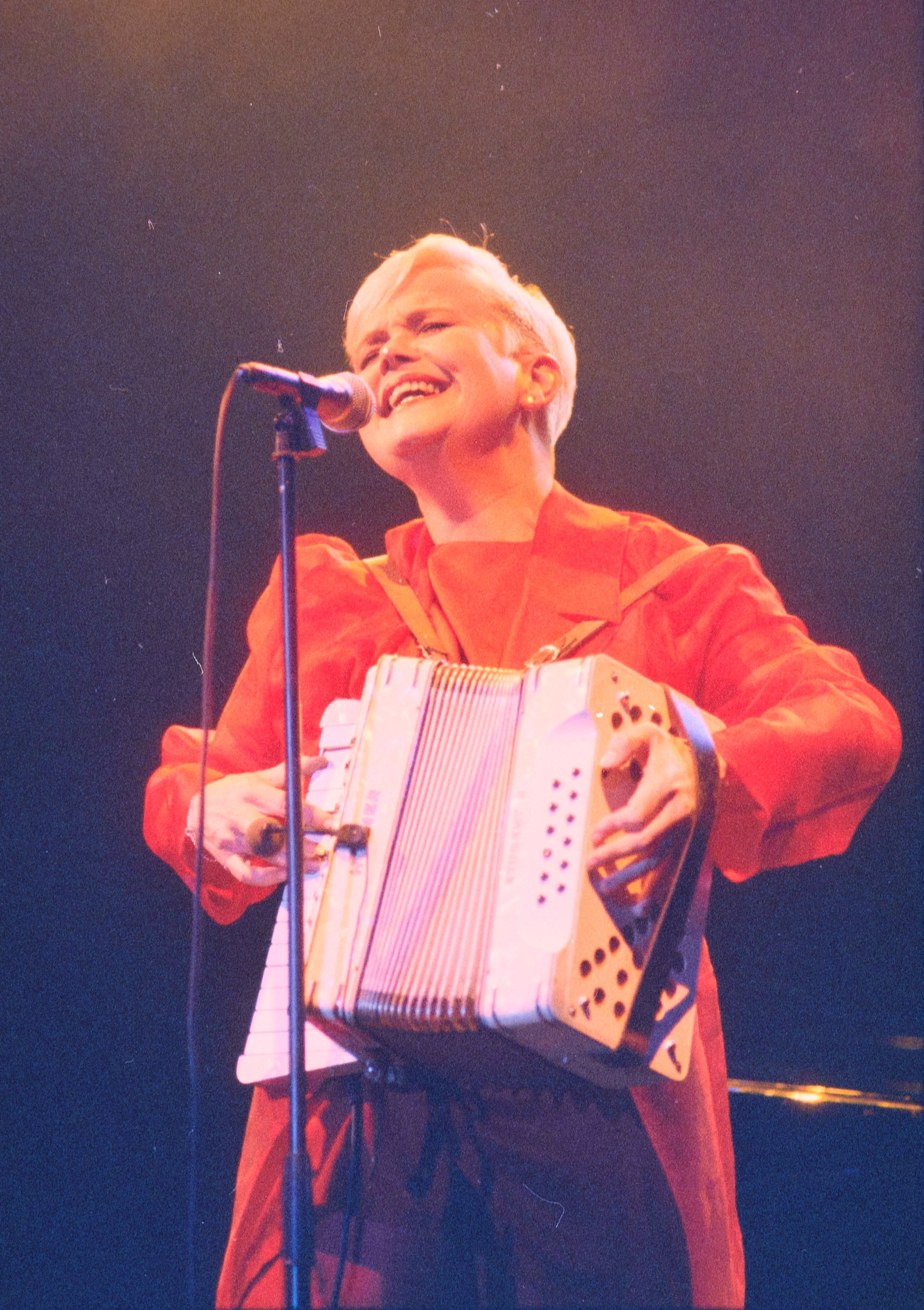
Santing (1995)

1981 debütierte sie bei Sonja Barend in der Fernsehsendung Sonja op Maandag (dtsch: Sonja am Montag) und wurde landesweit bekannt. Sie etablierte sich in der niederländischen Musik-Szene und Jahr für Jahr erschienen neue Singles oder Alben von ihr. 
1997 wurde sie mit der Gouden Harp ausgezeichnet. 2001 kam ihr Studioalbum New Amsterdam auf dem Markt und 2003 der Live-Mitschnitt ihrer Tournee Negen levens. Nach einer fast dreijährigen Pause veröffentlichte sie 2006 ihre CD Under your charms und 2012 Half Moons Whole Truths & Heartbreaks.
In der Theatersaison 2006/2007 trat sie in der Rolle der Glinda im Musical The Wiz auf. Am 27. Juli 2007 wurde sie zum Ritter im Orden von Oranien-Nassau, dem niederländischen Verdienstorden, ernannt.

## Diskografie

### Alben
| Jahr | Titel                                                      | Höchstplatzierung, Gesamtwochen, AuszeichnungChartsChartplatzierungen (Jahr, Titel, Platzierungen, Wochen, Auszeichnungen, Anmerkungen) | Anmerkungen |
| Jahr | Titel                                                      | NL | Anmerkungen |
| ---- | ---------------------------------------------------------- | --- | ----------- |
| 1982 | Mathilde Santing                                           | NL27 Gold · (14 Wo.)NL |             |
| 1987 | Out Of This Dream                                          | NL26 (6 Wo.)NL |             |
| 1989 | Breast and Brow                                            | NL31 (16 Wo.)NL |             |
| 1991 | Carried Away                                               | NL30 (11 Wo.)NL |             |
| 1992 | So Far So Good – The Best Of                               | NL46 (7 Wo.)NL |             |
| 1993 | Sings Randy Newman – Texas Girl & Pretty Boy               | NL32 (13 Wo.)NL |             |
| 1994 | Ballads                                                    | NL90 (3 Wo.)NL |             |
| 1994 | Under a Blue Roof                                          | NL83 (7 Wo.)NL |             |
| 1996 | Choosy Live                                                | NL59 (8 Wo.)NL |             |
| 1997 | Matilde, Matilde                                           | NL22 (15 Wo.)NL |             |
| 1999 | To Others To One                                           | NL4 (35 Wo.)NL |             |
| 2001 | New Amsterdam                                              | NL91 (1 Wo.)NL |             |
| 2003 | Ne9en levens                                               | NL69 (8 Wo.)NL |             |
| 2006 | Under Your Charms                                          | NL13 (14 Wo.)NL |             |
| 2008 | Forty Nine                                                 | NL25 (11 Wo.)NL |             |
| 2011 | Luck Be A Lady                                             | NL—NL |             |
| 2013 | Half Moons, Whole Truths & Heartbreaks                     | NL—NL |             |
| 2015 | Santing Is Coming To Town                                  | NL—NL |             |
| 2016 | Both Sides Now (Live At The North Sea Jazz Club Amsterdam) | NL—NL |             |
| 2018 | Troublemaker                                               | NL—NL |             |

Weitere Alben
- Water Under the Bridge (1984)
- Half Moons Whole Truths & Heartbreaks (2012)

### Singles
| Jahr | Titel Album                       | Höchstplatzierung, Gesamtwochen, AuszeichnungChartsChartplatzierungen (Jahr, Titel, Album, Platzierungen, Wochen, Auszeichnungen, Anmerkungen) | Anmerkungen         |
| Jahr | Titel Album                       | NL | Anmerkungen         |
| ---- | --------------------------------- | --- | ------------------- |
| 1997 | Beautiful People Matilde, Matilde | NL21 Gold · (11 Wo.)NL |                     |
| 1999 | Wonderful Life To Others To One   | NL6 (13 Wo.)NL | mit The Oversoul 13 |

Weitere Singles
- You Took Advantage of Me (1982)
- Hand in Hand (1983)
- Too much (1985)
- Town Without Pity (1987)
- Love of the Common Man (1989)
- Overnite (1991)
- A Hazy Shade of Winter (1992)
- Lonely at the Top (1993)
- Only a Motion (1994)
- Carried Away (1995)
- Crescendo (1996)
- I Believe I Can Fly (1998)
- Here, There and Everywhere (2000)
- In the Meantime (2001)
- The First Time I Ever Saw (2002)